# Robert Estienne
Robert Estienne (París, 1503 - Ginebra, 7 de septiembre de 1559), también conocido como Robertus Stephanus, fue un impresor y humanista francés.

## Biografía

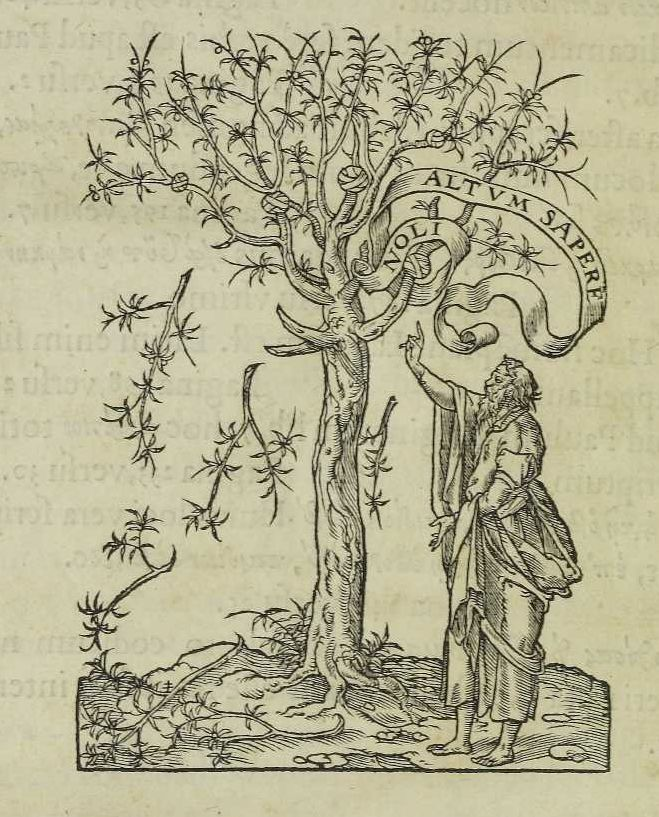
Marca de Robert Estienne

Hijo de Henri Estienne (abuelo) y de Guyonne Viart. Interesado en las letras, llegó a poseer un conocimiento profundo del griego, el latín y el hebreo; trabajó muy pronto en la imprenta de su pariente Simon de Colines; se encargaba de corregir el texto de un Nuevo Testamento. Abandonó la sociedad con Colines para crear una imprenta propia en 1526; se especializó en obras pedagógicas y ediciones críticas de clásicos.  Se casó con Petronilla, hija de Jodocus Badius, uno de los cacelarios o libreros universitarios de París. De ella tuvo nueve hijos. Se relacionó con humanistas de toda Europa y se consagró a publicar la Biblia y pulidas ediciones de clásicos latinos con atinados prefacios y notas. A lo largo de su vida realizó 470 ediciones y desde 1537 recibió un privilège royal para cada obra. En 1539 alcanzó la función de impresor y librero del rey en hebreo y latín. En 1544, lo fue también para el griego. Empezó a usar los llamados caracteres griegos reales, de muy gran claridad, ejecutados por Claude Garamond desde la caligrafía de Angelo Vergerio. Asimismo es autor de algunas obras, como son
- Thésaurus linguœ latinœ, Paris, 1532,
- Dictionarium latino-gallicum, Paris, 1513, 2 vol., el más antiguo diccionario latino-francés.
- Ad censuras theologorum parisiensium, quibus Biblia a Roberfo Stephano excusa calumniose notarunt responsio, Genève, 1552; el mismo año apareció una traducción francesa.

Influenciado por el trabajo de los masoretas en el Antiguo Testamento, y por trabajos de otros traductores como Sanctes Pagnino, Estienne o D ‘Etienne dividió el Nuevo Testamento en versículos en el año 1551. Estienne vivía entonces en Ginebra, en Suiza.
La primera Biblia que incluyó totalmente la división de capítulos y versículos fue la llamada Biblia de Ginebra, que, póstumamente, salió publicada en 1560, en Suiza. Los editores de la Biblia de Ginebra optaron por los capítulos de Stephen Langton y versículos de Robert Estienne reparando en la gran utilidad que tenían para la memorización, localización y comparación de pasajes bíblicos.
A causa de los ataques de los teólogos de Lovaina, se refugió en Ginebra, donde continuó con su trabajo de impresor. Murió el 7 de septiembre de 1559, instituyendo como su único heredero a su hijo Henri Estienne II, que continuó su obra. 

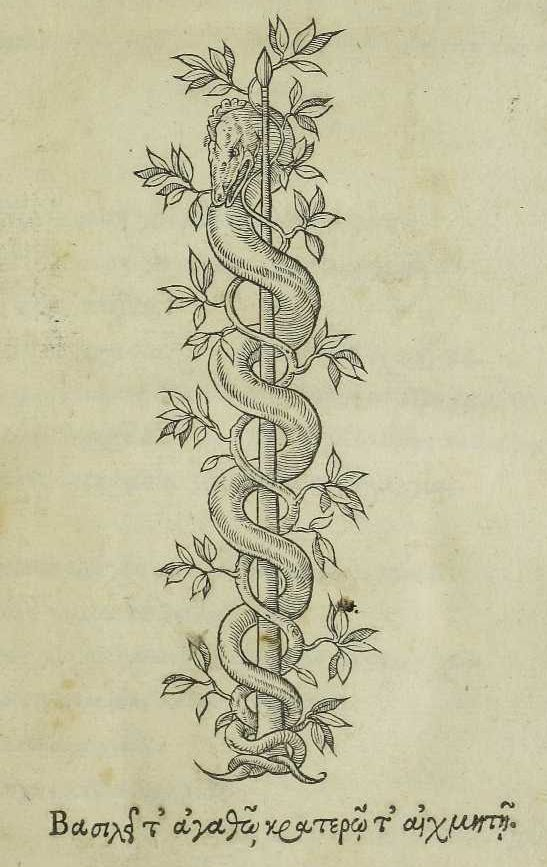
Estienne